# مقاطعة كامبيل (جورجيا)

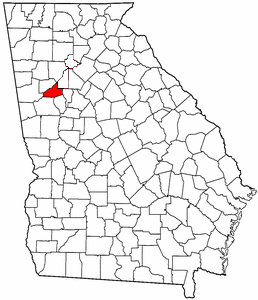
خارطة مقاطعة كامبيل في ولاية جورجيا

مقاطعة كامبيل (بالإنجليزية: Campbell County)‏ هي إحدى المقاطعات في ولاية جورجيا في الولايات المتحدة الأمريكية.